# Klementynów (województwo mazowieckie)
Klementynów – wieś sołecka w Polsce położona w województwie mazowieckim, w powiecie kozienickim, w gminie Głowaczów.
W latach 1975–1998 miejscowość administracyjnie należała do województwa radomskiego.
Wierni kościoła rzymskokatolickiego należą do parafii św. Wawrzyńca w Głowaczowie.